# ABC4ü Bay 11
Der ABC4ü Bay 11 war ein Drehgestell-Durchgangswagen mit Seitengang, der mit der Blatt-Nr. 93 für die K.Bay.Sts.B. für den Einsatz im internationalen Schnellzugverkehr gebaut wurde. Unter der Blatt-Nr. 6032 1 erfolgte 1913 eine weitere Beschaffung dieses Typs.

## Beschaffung
Als dritte Generation der bayerischen Schnellzugwagen wurden zwischen 1908 und 1924 insgesamt 169 Wagen der Gattung AB4ü, ABC4ü, BC4ü und C4ü beschafft. Diese wurden zur Verbesserung der Laufruhe mit den längeren bayerischen Regeldrehgestellen mit 3.500 mm Achsstand ausgestattet.

## Verbleib
Bis auf zwei (Reparationslieferungen an Frankreich und/oder Belgien) wurden die Wagen alle von der DRG übernommen. Von insgesamt neunzehn Wagen können nach 1945 keine mehr nachgewiesen werden. Bis 1953 wurden die Wagen bei der DB ausgemustert.

## Konstruktive Merkmale

### Untergestell
Der Grundrahmen des mit dem Wagenkasten verbundenen Untergestells wurde komplett aus Holz aufgebaut, welches teilweise – z. B. für die äußeren Längsträger – mit aufgeschraubten Winkeleisen verstärkt wurde. Für die Querträger wurden ebenfalls hölzerne Profile verwendet. Man versprach sich durch diese Bauweise für hochwertige Wagen einen ruhigeren Lauf. Die hölzernen Querträger zur Aufnahme der Drehschemelpfannen wurden ebenfalls mit Winkeleisen armiert. Zur Unterstützung der äußeren Längsträger wurde wegen des großen Radstandes auf beiden Seiten ein Sprengwerk mit nachstellbaren Zugstangen angebaut. Die Pufferbohlen waren komplett aus Walzprofilen aufgebaut. Als Zugeinrichtung hatten die Wagen Schraubenkupplungen mit Sicherheitshaken nach VDEV, die Zugstange war durchgehend und mittig gefedert. Als Stoßeinrichtung besaßen die Wagen Stangenpuffer mit einer Einbaulänge von 650 mm, die Pufferteller hatten einen Durchmesser von 370 mm.

### Laufwerk
Zur Verbesserung der Laufkultur hatten die Wagen die langen Drehgestelle bayerischer Bauart mit einem Radstand von 3.500 mm. Die Rahmen der Drehgestelle waren aus Blechen und Winkeln zusammengenietet. Gelagert waren die Achsen in Gleitachslager. Die Räder hatten Speichenradkörper der bayerischen Bauart 39. Die auf neun Blättern bestehenden Längsfedern hatten eine Länge von 1.250 mm bei einem Querschnitt von 90 mm × 13 mm.
Wegen des großen Drehgestellabstands wurde das Untergestell durch ein räumliches Sprengwerk in der Ebene der äußeren Längsträger unterstützt. Dieses konnte nachgestellt werden.
Alle Wagen hatten eine Handbremse im geschlossenen Übergang an einem Wagenende und Druckluftbremsen des Typs Westinghouse. Für den Übergang auf fremde Gesellschaften wurden die Wagen teilweise auch mit automatischen Saugluftbremsen des Systems HARDY ausgestattet.

### Wagenkasten
Das Wagenkastengerippe bestand aus einem hölzernen Ständerwerk. Es war außen mit Blech und innen mit Holz verkleidet. Die Seitenwände waren glatt und bis zur Oberkante der äußeren Längsträger heruntergezogen. Die Wagen besaßen ein Tonnendach süddeutscher Bauart. Die Dachabschlüsse über den eingezogenen Einstiegen waren gerundet.

### Ausstattung
Der Innenraum hatte insgesamt acht Abteile. Eines der 1.-Klasse, drei der 2.-Klasse und vier der 3.-Klasse. Diese waren mit Schiebetüren zum Seitengang hin abgeschlossen. Die Abteile der 1.- und 2.-Klasse hatten Polstersitze, die der 3.-Klasse Holzlatten-Bänke. An beiden Wagenenden befanden sich die mit einer Waschgelegenheit kombinierten Toiletten.
Die Beheizung der Wagen erfolgte über eine Dampfheizung.
Die Belüftung erfolgte über Dachlüfter bzw. über die versenkbaren Fenster.
Die Beleuchtung erfolgte durch Gaslampen. Ein großer Vorratsbehälter hing in Wagenlängsrichtung am Rahmen. Ab den 1930er Jahren erfolgte eine Umrüstung auf elektrische Beleuchtung.
Für den Übergang nach Österreich und/oder der Schweiz waren die Wagen mit entsprechenden Signalstützen ausgestattet.

## Bemerkung
1930 wurden insgesamt 18 Wagen zu ABC4ü Bay 11/30 umgebaut. Dabei erfolgten Änderungen im WC-Bereich und die Wagen erhielten einen Schaltschrank für die Elektrik. Zudem wurden die Seitenwandbleche erneuert.

## Skizzen, Musterblätter, Fotos

Ansicht zu Blatt 93 aus dem WV[Anm. 1] von 1913
Werkfoto des Wagens Mü 1 448
Werkfoto des Wagens Mü 14 031
Werkfoto des Wagens Mü 14 031

## Wagennummern
Die Daten sind den amtlichen Wagenpark-Verzeichnissen (siehe Literaturnachweis) der Kgl.Bayer.Staatseisenbahnen sowie den Büchern von Emil Konrad (Reisezugwagen der deutschen Länderbahnen, Band II) und  Alto Wagner (Bayerische Reisezugwagen) entnommen.
| Blatt-Nr. Herstelld.         | Blatt-Nr. Herstelld.         | Blatt-Nr. Herstelld.         | Gattungszeichen je Epoche Wagennummern je Epoche | Gattungszeichen je Epoche Wagennummern je Epoche | Gattungszeichen je Epoche Wagennummern je Epoche | Gattungszeichen je Epoche Wagennummern je Epoche | Gattungszeichen je Epoche Wagennummern je Epoche | Gattungszeichen je Epoche Wagennummern je Epoche | Gattungszeichen je Epoche Wagennummern je Epoche | Fahrwerk / Ausstattung (siehe jeweilige Legende) | Fahrwerk / Ausstattung (siehe jeweilige Legende) | Fahrwerk / Ausstattung (siehe jeweilige Legende) | Fahrwerk / Ausstattung (siehe jeweilige Legende) | Fahrwerk / Ausstattung (siehe jeweilige Legende) | Fahrwerk / Ausstattung (siehe jeweilige Legende) | Fahrwerk / Ausstattung (siehe jeweilige Legende) | Fahrwerk / Ausstattung (siehe jeweilige Legende) | Fahrwerk / Ausstattung (siehe jeweilige Legende) | Fahrwerk / Ausstattung (siehe jeweilige Legende) | Zusatzinfos    | Zusatzinfos |
| Bau- jahr                    | Her- steller                 | Anz.                         | ab 1907                                          | Rep. (1919)                                      | DR (ab 1923)                                     | DRG (ab 1930)                                    | DRG n. Umbau                                     | Ausge- mustert                                   | letzt. Heimat-Bf.                                | Brem- sen                                        | Bl.                                              | Hz.                                              | Art u.Anz. Abteile (Sitze je Klasse)             | Art u.Anz. Abteile (Sitze je Klasse)             | Art u.Anz. Abteile (Sitze je Klasse)             | Art u.Anz. Abteile (Sitze je Klasse)             | Art u.Anz. Abteile (Sitze je Klasse)             | Mil.                                             | Mil.                                             | Sig- nal- hlt. | Bemer- kung |
| Blatt-Nr. aus WV von Gattung | Blatt-Nr. aus WV von Gattung | Blatt-Nr. aus WV von Gattung | 93 1913 ABCCü                                    |                                                  | ABC4ü Bay 11                                     | ABC4ü Bay 11                                     | ABC4ü Bay 11/30                                  |                                                  |                                                  |                                                  |                                                  |                                                  | A                                                | 1.                                               | 2.                                               | 3.                                               | 4.                                               | O                                                | M                                                |                |             |
| ---------------------------- | ---------------------------- | ---------------------------- | ------------------------------------------------ | ------------------------------------------------ | ------------------------------------------------ | ------------------------------------------------ | ------------------------------------------------ | ------------------------------------------------ | ------------------------------------------------ | ------------------------------------------------ | ------------------------------------------------ | ------------------------------------------------ | ------------------------------------------------ | ------------------------------------------------ | ------------------------------------------------ | ------------------------------------------------ | ------------------------------------------------ | ------------------------------------------------ | ------------------------------------------------ | -------------- | ----------- |
| 1911                         | MAN                          | 3                            | 1 448 Mü                                         |                                                  | 23 035 Mü                                        |                                                  | 14 917 Mü                                        | xx/193x                                          | München                                          | Pl; Wsbr;                                        | Gg                                               | D                                                | 2                                                | 1 (4)                                            | 3 (18)                                           | 4 (32)                                           |                                                  | 22                                               | 24                                               |                |             |
| 1911                         | MAN                          | 3                            | 1 449 Mü                                         |                                                  | 23 036 Mü                                        |                                                  | 14 918 Mü                                        | 04/1953                                          | RBD Mz                                           | Pl; Wsbr;                                        | Gg                                               | D                                                | 2                                                | 1 (4)                                            | 3 (18)                                           | 4 (32)                                           | Altschadwagen                                    | 22                                               | 24                                               |                |             |
| 1911                         | MAN                          | 3                            | 1 450 Mü                                         |                                                  | 23 037 Mü                                        | 14 919 Mü                                        |                                                  | 01/1951                                          | RDB Mz                                           | Pl; Wsbr;                                        | Gg                                               | D                                                | 2                                                | 1 (4)                                            | 3 (18)                                           | 4 (32)                                           | Altschadwagen                                    | 22                                               | 24                                               |                |             |
| 1912                         | MAN                          | 3                            | 14 001 Mü                                        |                                                  | 23 038 Mü                                        | 14 920 Mü                                        |                                                  | xx/1945?                                         | München                                          | Pl; Wsbr;                                        | Gg                                               | D                                                | 2                                                | 1 (4)                                            | 3 (18)                                           | 4 (32)                                           |                                                  | 22                                               | 24                                               |                |             |
| 1912                         | MAN                          | 3                            | 14 002 Mü                                        |                                                  | 23 039 Mü                                        |                                                  | 14 921 Mü                                        | xx/1945?                                         | Nürnberg                                         | Pl; Wsbr;                                        | Gg                                               | D                                                | 2                                                | 1 (4)                                            | 3 (18)                                           | 4 (32)                                           |                                                  | 22                                               | 24                                               |                |             |
| 1912                         | MAN                          | 3                            | 14 003 Mü                                        |                                                  | 23 040 Mü                                        | 14 922 Mü                                        |                                                  | 10/1948                                          | Nürnberg                                         | Pl; Wsbr;                                        | Gg                                               | D                                                | 2                                                | 1 (4)                                            | 3 (18)                                           | 4 (32)                                           | Altschadwagen                                    | 22                                               | 24                                               |                |             |
| 1912                         | Rathg.                       | 6                            | 14 004 Mü                                        | X                                                |                                                  |                                                  |                                                  | 11/1919                                          |                                                  | Pl; Wsbr; Ahbr;                                  | Gg                                               | D                                                | 2                                                | 1 (4)                                            | 3 (18)                                           | 4 (32)                                           |                                                  | 22                                               | 24                                               |                |             |
| 1912                         | Rathg.                       | 6                            | 14 005 Mü                                        |                                                  | 23 041 Mü                                        | 14 938 Mü                                        |                                                  | 10/1948                                          | München Hbf.                                     | Pl; Wsbr; Ahbr;                                  | Gg                                               | D                                                | 2                                                | 1 (4)                                            | 3 (18)                                           | 4 (32)                                           | Altschadwagen                                    | 22                                               | 24                                               |                |             |
| 1912                         | Rathg.                       | 6                            | 14 006 Mü                                        |                                                  | 23 042 Mü                                        |                                                  | 14 939 Mü                                        | ??                                               | München Hbf                                      | Pl; Wsbr; Ahbr;                                  | Gg                                               | D                                                | 2                                                | 1 (4)                                            | 3 (18)                                           | 4 (32)                                           |                                                  | 22                                               | 24                                               |                |             |
| 1912                         | Rathg.                       | 6                            | 14 007 Mü                                        |                                                  | 23 043 Mü                                        | 14 940 Mü                                        |                                                  | xx/193x                                          | München Hbf.                                     | Pl; Wsbr; Ahbr;                                  | Gg                                               | D                                                | 2                                                | 1 (4)                                            | 3 (18)                                           | 4 (32)                                           |                                                  | 22                                               | 24                                               |                |             |
| 1912                         | Rathg.                       | 6                            | 14 008 Mü                                        |                                                  | 23 044 Mü                                        | 14 941 Mü                                        |                                                  | 02/1950                                          | Lindau                                           | Pl; Wsbr; Ahbr;                                  | Gg                                               | D                                                | 2                                                | 1 (4)                                            | 3 (18)                                           | 4 (32)                                           | Altschadwagen                                    | 22                                               | 24                                               |                |             |
| 1912                         | Rathg.                       | 6                            | 14 009 Mü                                        |                                                  | 23 045 Mü                                        |                                                  | 14 942 Mü                                        | xx/193x                                          | München Hbf.                                     | Pl; Wsbr; Ahbr;                                  | Gg                                               | D                                                | 2                                                | 1 (4)                                            | 3 (18)                                           | 4 (32)                                           |                                                  | 22                                               | 24                                               |                |             |
| 1913                         | MAN                          | 22                           | 14 010 Mü                                        |                                                  | 23 046 Mü                                        |                                                  | 14 943 Mü                                        | ?                                                | München Hbf.                                     | Pl; Wsbr; Ahbr;                                  | Gg                                               | D                                                | 2                                                | 1 (4)                                            | 3 (18)                                           | 4 (32)                                           |                                                  | 22                                               | 24                                               |                |             |
| 1913                         | MAN                          | 22                           | 14 011 Mü                                        |                                                  | 23 047 Mü                                        |                                                  | 14 944 Mü                                        | ?                                                | München Hbf.                                     | Pl; Wsbr; Ahbr;                                  | Gg                                               | D                                                | 2                                                | 1 (4)                                            | 3 (18)                                           | 4 (32)                                           |                                                  | 22                                               | 24                                               |                |             |
| 1913                         | MAN                          | 22                           | 14 012 Wü                                        |                                                  | 23 001 Wür                                       | 14 945 Nür                                       |                                                  | ?                                                | Würzburg                                         | Pl; Wsbr; Ahbr;                                  | Gg                                               | D                                                | 2                                                | 1 (4)                                            | 3 (18)                                           | 4 (32)                                           |                                                  | 22                                               | 24                                               |                |             |
| 1913                         | MAN                          | 22                           | 14 013 Mü                                        |                                                  | 23 048 Mü                                        |                                                  | 14 946 Mü                                        | ?                                                | München Hbf.                                     | Pl; Wsbr; Ahbr;                                  | Gg                                               | D                                                | 2                                                | 1 (4)                                            | 3 (18)                                           | 4 (32)                                           |                                                  | 22                                               | 24                                               |                |             |
| 1913                         | MAN                          | 22                           | 14 014 Mü                                        |                                                  | 23 049 Mü                                        |                                                  | 14 947 Mü                                        | xx/193x                                          | München Hbf                                      | Pl; Wsbr; Ahbr;                                  | Gg                                               | D                                                | 2                                                | 1 (4)                                            | 3 (18)                                           | 4 (32)                                           |                                                  | 22                                               | 24                                               |                |             |
| 1913                         | MAN                          | 22                           | 14 015 Mü                                        |                                                  | 23 050 Mü                                        |                                                  | 14 948 Mü                                        | 08/1951                                          | Garmisch                                         | Pl; Wsbr; Ahbr;                                  | Gg                                               | D                                                | 2                                                | 1 (4)                                            | 3 (18)                                           | 4 (32)                                           | Altschadwagen                                    | 22                                               | 24                                               |                |             |
| 1913                         | MAN                          | 22                           | 14 016 Mü                                        |                                                  | 23 004 Au                                        |                                                  | 14 949 Mü                                        | ?                                                | München Hbf.                                     | Pl; Wsbr; Ahbr;                                  | Gg                                               | D                                                | 2                                                | 1 (4)                                            | 3 (18)                                           | 4 (32)                                           |                                                  | 22                                               | 24                                               |                |             |
| 1913                         | MAN                          | 22                           | 14 017 Mü                                        |                                                  | 23 005 Au                                        |                                                  | 14 950 Mü                                        | ?                                                | München Hbf.                                     | Pl; Wsbr; Ahbr;                                  | Gg                                               | D                                                | 2                                                | 1 (4)                                            | 3 (18)                                           | 4 (32)                                           |                                                  | 22                                               | 24                                               |                |             |
| 1913                         | MAN                          | 22                           | 14 018 Mü                                        |                                                  | 23 007 Nür                                       | 14 951 Nür                                       |                                                  | ?                                                | München Hbf.                                     | Pl; Wsbr; Ahbr;                                  | Gg                                               | D                                                | 2                                                | 1 (4)                                            | 3 (18)                                           | 4 (32)                                           |                                                  | 22                                               | 24                                               |                |             |
| 1913                         | MAN                          | 22                           | 14 019 Mü                                        |                                                  | 23 008 Nür                                       |                                                  | 14 952 Mü                                        | 02/1950                                          | Passau                                           | Pl; Wsbr; Ahbr;                                  | Gg                                               | D                                                | 2                                                | 1 (4)                                            | 3 (18)                                           | 4 (32)                                           | Altschadwagen                                    | 22                                               | 24                                               |                |             |
| 1913                         | MAN                          | 22                           | 14 020 Mü                                        |                                                  | 23 051 Mü                                        | 14 953 Mü                                        |                                                  | ?                                                | München Hbf.                                     | Pl; Wsbr;                                        | Gg                                               | D                                                | 2                                                | 1 (4)                                            | 3 (18)                                           | 4 (32)                                           |                                                  | 22                                               | 24                                               |                |             |
| 1913                         | MAN                          | 22                           | 14 021 Mü                                        | X                                                |                                                  |                                                  |                                                  | 11/1919                                          |                                                  | Pl; Wsbr;                                        | Gg                                               | D                                                | 2                                                | 1 (4)                                            | 3 (18)                                           | 4 (32)                                           |                                                  | 22                                               | 24                                               |                |             |
| 1913                         | MAN                          | 22                           | 14 022 Mü                                        |                                                  | 23 052 Mü                                        | 14 954 Mü                                        |                                                  | 10/1950                                          | Lindau                                           | Pl; Wsbr;                                        | Gg                                               | D                                                | 2                                                | 1 (4)                                            | 3 (18)                                           | 4 (32)                                           | Altschadwagen                                    | 22                                               | 24                                               |                |             |
| 1913                         | MAN                          | 22                           | 14 023 Mü                                        |                                                  | 23 053 Mü                                        | 14 955 Mü                                        |                                                  | ?                                                | München Hbf.                                     | Pl; Wsbr;                                        | Gg                                               | D                                                | 2                                                | 1 (4)                                            | 3 (18)                                           | 4 (32)                                           |                                                  | 22                                               | 24                                               |                |             |
| 1913                         | MAN                          | 22                           | 14 024 Nü                                        |                                                  | 23 009 Nür                                       |                                                  | 14 956 Lu                                        | ?                                                | Ludwigshafen                                     | Pl; Wsbr;                                        | Gg                                               | D                                                | 2                                                | 1 (4)                                            | 3 (18)                                           | 4 (32)                                           |                                                  | 22                                               | 24                                               |                |             |
| 1913                         | MAN                          | 22                           | 14 025 Nü                                        |                                                  | 23 010 Nür                                       | 14 957 Lu                                        |                                                  | ?                                                | Ludwigshafen                                     | Pl; Wsbr;                                        | Gg                                               | D                                                | 2                                                | 1 (4)                                            | 3 (18)                                           | 4 (32)                                           |                                                  | 22                                               | 24                                               |                |             |
| 1913                         | MAN                          | 22                           | 14 026 Nü                                        |                                                  | 23 011 Nür                                       | 14 958 Lu                                        |                                                  | ?                                                | Ludwigshafen                                     | Pl; Wsbr;                                        | Gg                                               | D                                                | 2                                                | 1 (4)                                            | 3 (18)                                           | 4 (32)                                           |                                                  | 22                                               | 24                                               |                |             |
| 1913                         | MAN                          | 22                           | 14 027 Nü                                        |                                                  | 23 012 Nür                                       | 14 959 Lu                                        |                                                  | 11/1951                                          | Karlsruhe                                        | Pl; Wsbr;                                        | Gg                                               | D                                                | 2                                                | 1 (4)                                            | 3 (18)                                           | 4 (32)                                           | Altschadwagen                                    | 22                                               | 24                                               |                |             |
| 1913                         | MAN                          | 22                           | 14 028 Nü                                        |                                                  | 23 013 Nür                                       |                                                  | 14 960 Nür                                       | ?                                                | Nürnberg                                         | Pl; Wsbr;                                        | Gg                                               | D                                                | 2                                                | 1 (4)                                            | 3 (18)                                           | 4 (32)                                           |                                                  | 22                                               | 24                                               |                |             |
| 1913                         | MAN                          | 22                           | 14 029 Wü                                        |                                                  | 23 002 Wür                                       | 14 961 Nür                                       |                                                  | ?                                                | Nürnberg                                         | Pl; Wsbr;                                        | Gg                                               | D                                                | 2                                                | 1 (4)                                            | 3 (18)                                           | 4 (32)                                           |                                                  | 22                                               | 24                                               |                |             |
| 1913                         | MAN                          | 22                           | 14 030 Wü                                        |                                                  | 23 003 Wür                                       |                                                  | 14 962 Nür                                       | ?                                                | Nürnberg                                         | Pl; Wsbr;                                        | Gg                                               | D                                                | 2                                                | 1 (4)                                            | 3 (18)                                           | 4 (32)                                           |                                                  | 22                                               | 24                                               |                |             |
| 1913                         | MAN                          | 22                           | 14 021 Wü                                        |                                                  | 23 004 Wür                                       |                                                  | 14 963 Nür                                       | ?                                                | München Hbf.                                     | Pl; Wsbr;                                        | Gg                                               | D                                                | 2                                                | 1 (4)                                            | 3 (18)                                           | 4 (32)                                           |                                                  | 22                                               | 24                                               |                |             |